# Eria exappendiculata
Eria exappendiculata är en orkidéart som beskrevs av Johannes Jacobus Smith. Eria exappendiculata ingår i släktet Eria och familjen orkidéer. Inga underarter finns listade i Catalogue of Life.